# Wasserkraftwerk La Grande-1
Das Wasserkraftwerk La Grande-1 (französisch Centrale La Grande-1) ist ein Laufwasserkraftwerk in der kanadischen Provinz Québec. Es befindet sich in der Region Jamésie am Réservoir La Grande 1, einem Stausee am Fluss La Grande Rivière. Die Flussmündung liegt 37 Kilometer westlich, das Wasserkraftwerk Robert-Bourassa (früher La Grande-2) 80 Kilometer östlich.
Das Kraftwerk ist Teil des Baie-James-Wasserkraftprojekts und besitzt zwölf Turbinen. Die installierte Leistung der Generatoren beträgt 1436 MW, die Fallhöhe 27,5 Meter. Betreiber des Kraftwerks ist die Société d’énergie de la Baie James (SEBJ), eine Tochtergesellschaft des staatlichen Energieversorgers Hydro-Québec.

## Geschichte
Zwar war das Kraftwerk bereits 1972 angekündigt worden, doch aufgrund der Komplexität des Projekts konnte es erst zwei Jahrzehnte später in Betrieb genommen werden. Der ursprünglich geplante Kraftwerkstandort war heftig umstritten. Die in der Region ansässigen Cree erwirkten auf juristischem Wege einen Planungsstopp und zwangen die Provinzregierung zu Verhandlungen. Im 1975 unterzeichneten Abkommen der Baie James und des Quebecer Nordens wurde vereinbart, das Kraftwerk 34 Kilometer weiter flussaufwärts zu errichten. Das Abkommen sah darüber hinaus zehn Turbinen mit einer Leistung von 910 MW vor.
Unterdessen führte die Fertigstellung weiterer Teile des Baie-James-Wasserkraftwerks dazu, dass die Wassermenge im Fluss stark anstieg. Das auf der Île de Fort George, einer Insel im Bereich der Flussmündung, gelegene Cree-Reservat musste aufgrund der starken Erosion aufgegeben werden. Die dort lebenden Cree zogen 1981 in die acht Kilometer entfernte, am linken Ufer neu errichtete Siedlung Chisasibi um.
Mit der am 14. April 1978 unterzeichneten Convention de Chisasibi, einem Zusatzprotokoll zum Abkommen von 1975, wurde die geplante Kraftwerksleistung auf 1140 MW erhöht. Obwohl der Kraftwerkbau mittlerweile aufgeschoben worden war, errichtete man 1979 am späteren Standort einen Umleitungskanal. Mit einem weiteren Zusatzabkommen vereinbarten die Cree und die Provinzregierung am 6. November 1986 den Einbau zweier zusätzlicher Turbinen. Die Bauarbeiten begannen schließlich 1988, die Inbetriebnahme erfolgte in den Jahren 1994 und 1995.